# مسجد روستای البرز
مسجد روستای البرز مربوط به دوره قاجار است و در شهرستان قم، بخش مرکزی، روستای البرز واقع شده و این اثر در تاریخ ۱۶ شهریور ۱۳۸۳ با شمارهٔ ثبت ۱۱۰۸۴ به‌عنوان یکی از آثار ملی ایران به ثبت رسیده است.